# 高第 (正德進士)
高第（？—？），字公次，號瓦屋，四川成都府綿州人，民籍，明朝政治人物。

## 生平
正德五年（1510年）庚午科四川鄉試舉人，九年（1514年）甲戌科進士。授長洲縣知縣，升南京刑部主事，升南京吏部郎中，嘉靖六年（1527年）出為寧波府知府，九年（1530年）升雲南按察司副使、兵備臨安，致仕歸里。

## 家族
曾祖高子清；祖父高本政；父高騰，號松山，封南京刑部主事。母李氏（贈安人）；繼母王氏（封安人）。弟高節、高策、高簡。妻袁氏（封安人）。子高其模、高其楷。